# 三重県道・奈良県道81号名張曽爾線
三重県道・奈良県道81号名張曽爾線（みえけんどう・ならけんどう81ごう なばりそにせん）は、三重県名張市から奈良県宇陀郡曽爾村に至る主要地方道に指定された県道である。

## 概要

### 路線データ
- 距離：22.1 km
- 起点：三重県名張市丸之内38-4番地先[1]
- 終点：奈良県宇陀郡曽爾村掛（掛交差点＝国道369号交点）

## 歴史
- 1982年（昭和57年）12月24日 - 三重県が名張曽爾線として県道路線認定[2]

## 路線状況

### 通称
- 伊勢北街道（名張市）

### 重複区間
- 三重県道694号布生夏見線（名張市夏見 - 名張市中知山）
- 奈良県道784号赤目掛線（曽爾村今井 - 曽爾村・掛交差点）

### バイパス
- 上曽爾バイパス - L=3,171mのバイパス。内436mは曽爾トンネル。

### 利用状況
2005年度（平成17年度道路交通センサスより）
平日24時間交通量
| 地点                       | 交通量   |
| 三重県名張市夏見           | 10,160台 |
| 奈良県宇陀郡曽爾村大字今井 | 2,654台  |

平日12時間交通量
| 地点                       | 交通量  |
| 三重県名張市夏見           | 7,756台 |
| 奈良県宇陀郡曽爾村大字今井 | 2,106台 |

## 地理

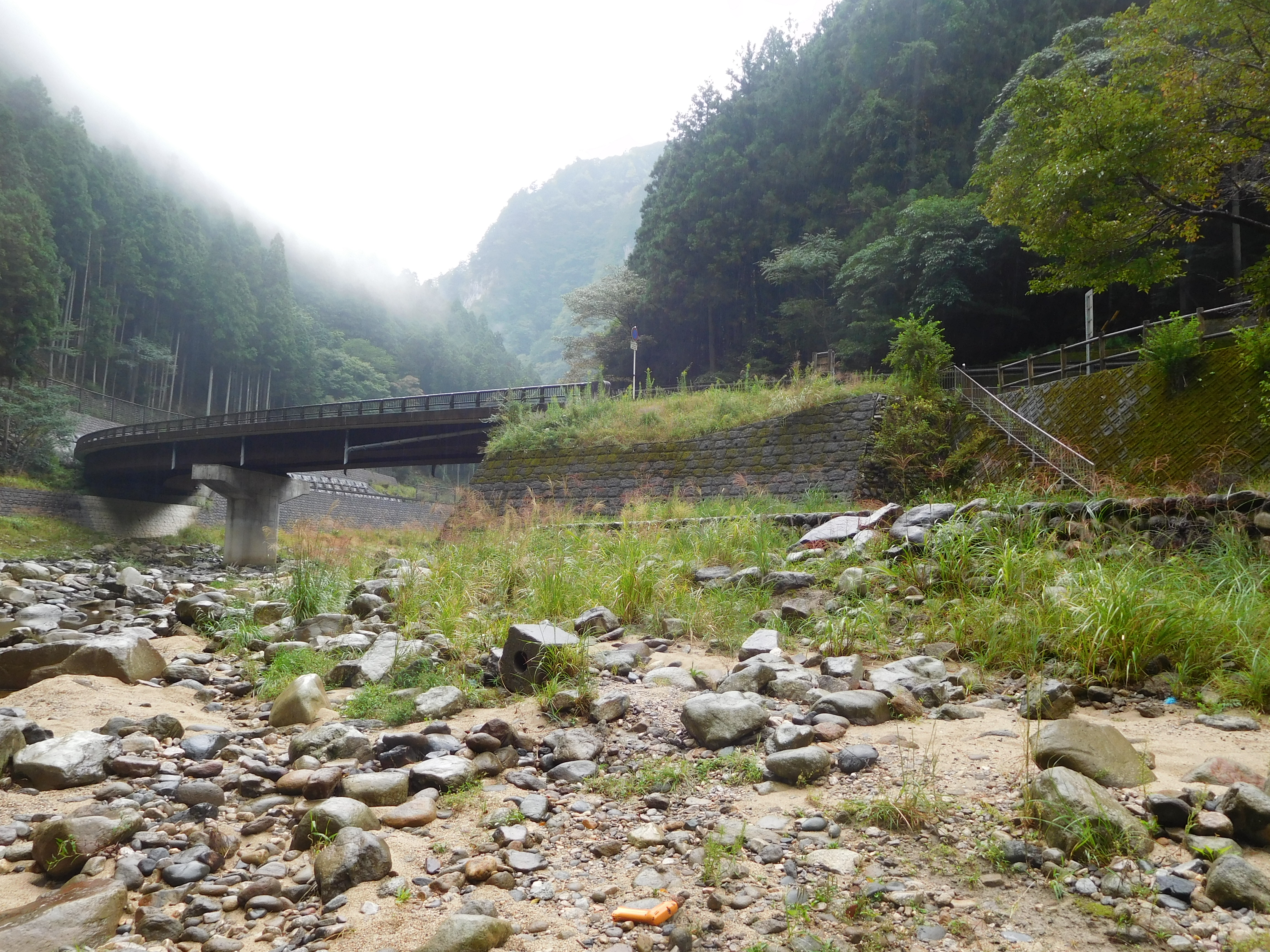
香落渓・紅葉谷にかかる県道81号の橋梁

青蓮寺川の上流域の約8km区間は、香落渓の深い渓谷沿いを走るので、道路両側は垂直に切り立った柱状節理の岩肌が露出する絶壁が続いており、春の新緑や紅葉が美しいところで知られる。近くに、ススキの草原で特に知られる曽爾高原や、赤目四十八滝がある。

### 通過する自治体
- 三重県
  - 名張市
- 奈良県
  - 宇陀郡曽爾村

### 交差する道路
| 交差する道路            | 交差する場所 | 交差する場所 | 交差する場所 | 交差する場所 | 備考        |
| ----------------------- | ------------ | ------------ | ------------ | ------------ | ----------- |
| 国道165号               | 三重県       | 名張市       | 名張市       | （夏見）     |             |
| 三重県道694号布生夏見線 | 三重県       | 名張市       | 名張市       | （夏見）     |             |
| 三重県道694号布生夏見線 | 三重県       | 名張市       | 名張市       | （中知山）   |             |
| 奈良県道784号赤目掛線   | 奈良県       | 宇陀郡       | 曽爾村       | （今井）     | ※旧道交差点 |
| 国道369号               | 奈良県       | 宇陀郡       | 曽爾村       | 掛           | ※旧道交差点 |
| 国道369号               | 奈良県       | 宇陀郡       | 曽爾村       | （掛）       |             |

※ 交差する場所の括弧書きは地名、それ以外は交差点名で表示

### 沿線
- 曽爾高原